# Oxycheilinus unifasciatus
Oxycheilinus unifasciatus е вид бодлоперка от семейство Зеленушкови. Видът не е застрашен от изчезване.

## Разпространение и местообитание
Разпространен е в Австралия, Американска Самоа, Вануату, Гуам, Индонезия, Кирибати, Китай, Кокосови острови, Малайзия, Малки далечни острови на САЩ, Маршалови острови, Микронезия, Науру, Ниуе, Нова Каледония, Остров Рождество, Острови Кук, Палау, Папуа Нова Гвинея, Питкерн, Провинции в КНР, Самоа, САЩ, Северни Мариански острови, Соломонови острови, Тайван, Токелау, Тонга, Тувалу, Уолис и Футуна, Фиджи, Филипини, Френска Полинезия и Япония.
Обитава океани, морета, лагуни и рифове. Среща се на дълбочина от 1 до 160 m, при температура на водата от 22,5 до 29 °C и соленост 34,1 – 35,4 ‰.

## Описание
На дължина достигат до 46 cm, а теглото им е не повече от 1400 g.